# Guifi.net

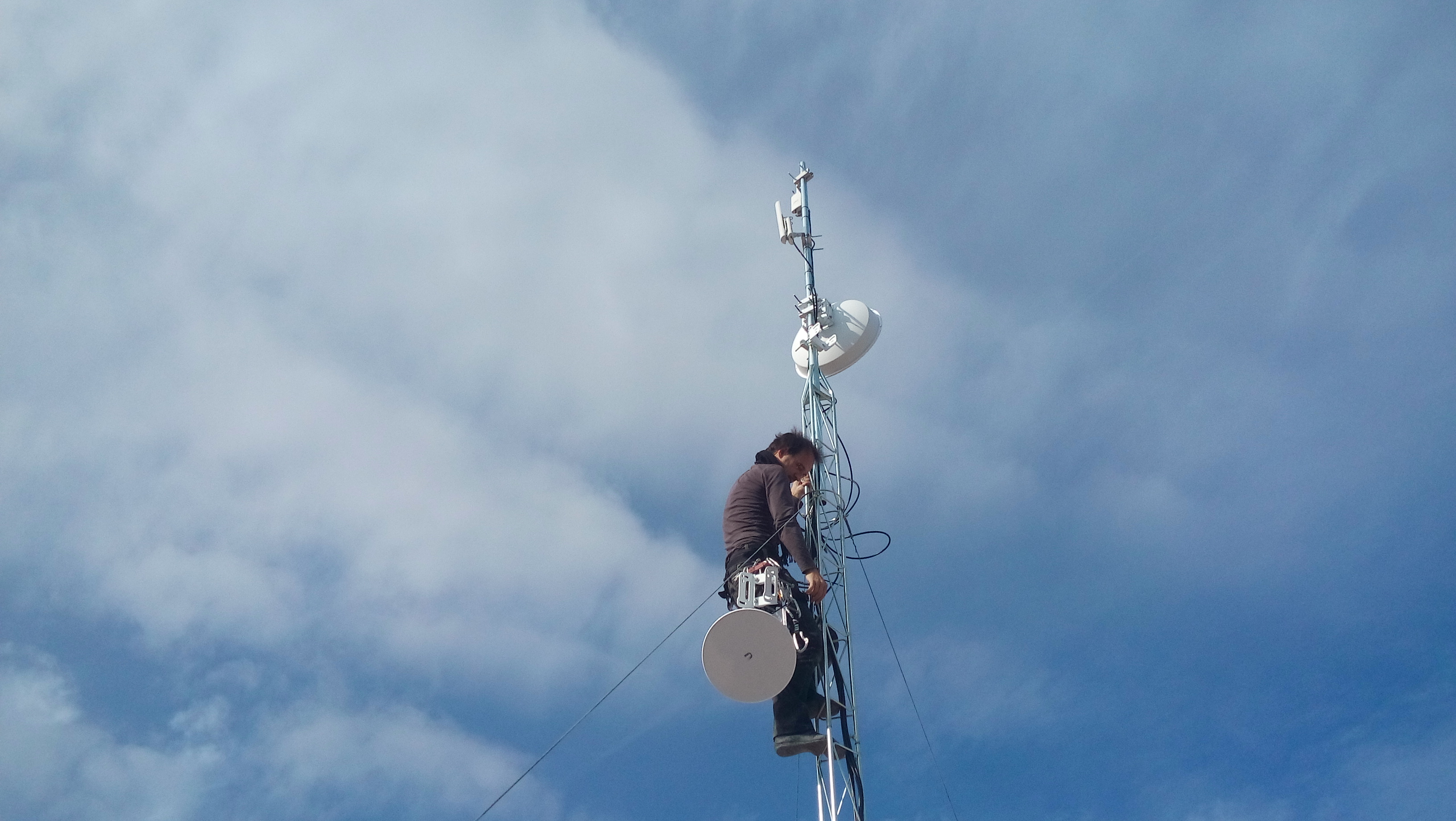

guifi.net – otwarta, wspólnotowa, neutralna i głównie bezprzewodowa sieć telekomunikacyjna składająca się z przeszło 31 302 węzłów, w tym ponad 20 130 działających, oraz z około 36 465 km połączeń. Większość sieci znajduje się w Katalonii i Walencji w Hiszpanii, lecz sieć ta zaczyna rozwijać się również w innych częściach świata. Jest to największa na świecie wspólnotowa sieć bezprzewodowa. Węzły są dostarczane i samo-zarządzane przez członków sieci: osoby prywatne, firmy czy administracje, współtworzących otwartą i łatwo rozszerzalną infrastrukturę.
Projekt powstał w 2004 roku, od lipca 2008 jest on wspierany przez Fundację guifi.net, która w  kwietniu 2009 roku uzyskała status operatora od hiszpańskiego urzędu komunikacji elektronicznej CMT.